# Campo Tencia
Le Campo Tencia, ou Pizzo Campo Tencia, est un sommet des Alpes lépontines, situé dans le Tessin, en Suisse. Il est situé au sud du Lago di Morghirolo, entre la vallée de la Léventine et la Vallemaggia.